# Mathiston
Mathiston is een plaats (town) in de Amerikaanse staat Mississippi, en valt bestuurlijk gezien onder Choctaw County en Webster County.

## Demografie
Bij de volkstelling in 2000 werd het aantal inwoners vastgesteld op 720.
In 2006 is het aantal inwoners door het United States Census Bureau geschat op 710, een daling van 10 (-1,4%).

## Geografie
Volgens het United States Census Bureau beslaat de plaats een oppervlakte van
6,4 km², geheel bestaande uit land.

## Plaatsen in de nabije omgeving
De onderstaande figuur toont nabijgelegen plaatsen in een straal van 24 km rond Mathiston.